# كوامي ساركودي
كوامي ساركودي (بالإنجليزية: Kwame Sarkodie)‏ هو لاعب كرة قدم أمريكي في مركز الدفاع، ولد في 27 أبريل 1985 في دايتون في الولايات المتحدة. لعب مع كولورادو رابيدز.